# Короли Коннахта
Королевство Коннахт располагалось на западе Ирландии. Название «Коннахт» происходит от легендарного короля Конна Ста Битв, и большинство правивших в Коннахте королей считались его потомками.

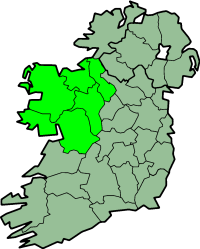
Карта Коннахта

## Легендарные короли Коннахта
- Генанн, верховный король Ирландии, король Коннахта.

…
- Уна и Этан сыновья Уйкке

…
- Айлиль Мор мак Росса Руад, король Лагена.
- Медб, жена соправительница.

…
- ок. 360 — ок.390 Муйредах Тирех мак Фиахад (Muireadh Tireach mac Fiachra Sraibrintne)
- Эохайд Мугмедон (Eochaid Mugmedon), сын предыдущего. Верховный король Ирландии, король Коннахта.

## Исторические короли Коннахта (440—1474)
Большинство исторических королей Коннахта в конечном счёте происходили из родов Уи Бриуйн (далее УБ) и Уи Фиахрах (далее УФ), которые восходили к Бриану и Фиахре — братьям короля Ниалла Девяти Заложников. Таким образом, короли Коннахта считались родичами Уи Нейллов.

Ирландия в VIII — первой трети IX века

- Нат И (ок. 440 — 56, верховный король Ирландии 453 — 56) (УФ)
- Амалгайд мак Фиахрах, брат или сын Нат И (ок. 456—470) (УФ)
- до 482 Айлиль Молт, сын Нат И король Коннахта ок. 470 — 82, верховный король Ирландии 459—482 (УФ)
- 482 — 502 Дауи Тенга Ума (Dauí Tenga Umaí) (УБ)
- 502 — 543/547 Эоган Бел (Eógan Bél) (УФ)
- 543/547 — 550 Айлиль Инбанда (Ailill II Inbanda), сын предыдущего (УФ)
- 550 — 556 Эху Тирмхарна (Eochu Tirmcharna) (УБ)
- 550-е Ферадах мак Роса (Faraday) (УФ)
- 557—575 Аэд мак Эхах (Aedh I), сын Эху Тирмхарны (УБ)
- 575 — 601/602 Уату мак Аэдо (Uatu), сын предыдущего (УБ)
- 601/602—622 Колман мак Кобтайг (Colman) (УФ)
  - упоминается в 603 Маэл Котайд мак Маэл Умай (Донн Котад) (Máel I Cothaid)(УФ)
- 622—649 Рогаллах мак Уатах (Rogallach), сын Уату (УБ)
- 649 — 655 Лоингсех мак Колмайн (Loingsech), сын Колмана (УФ)
- 655 — 663 Гуайре Айдне (Guire Aedne), брат предыдущего (УФ)
- 663 — 682 Кенн Фаэлад мак Колган (Cenn Fáelad), сын Колгу (УБ)
  - до 668 Муйрхертах Нар (Murcherty Nár), сын предыдущего (УФ)
- 682 — 683. Дунхад Муриски (Dunchad) (УФ).
- 683 — 697 Фергал Айдне (Fergal I Aidne) (УФ).
- 696 — 702 Муйредах Муллетан (Moready Muillethan) (УБ)
- 702 — 705 Келлах мак Рогаллайг (Kelly), сын Рогаллаха (УБ)
- 705 — 707 Индрехтах мак Дунхадо (Indrechtach I), сын Дунхада (УФ)
- 707 — 723 Индрехтах мак Муйредайг (Indrechtach II), сын Муйредаха (УБ).
  - до 715 Домналл мак Катайл (Donal I) соправитель (УБ)
- 723 — 728 Домналл мак Келлайг (Donal II), сын Келлаха (УБ).
- 728 — 735 Катал мак Муйредайг (Cathal I), сын Муйредах Муллетан (УБ).
- 735 — 742 Аэд Балб (Aedh II Balb), сын Индрехтаха (УБ).
- 742 — 756 Форггус мак Келлайг (Fergus I), сын Келлаха (УБ)
- 756 — 764 Айлиль Медрайге (Ailill III Medraige), сын Иннрехтаха (УФ).
- 764 — 768 Дуб-Индрехт мак Катайл (Dubh Indrecht), сын Катала (УБ).
- 768 — 773 Донн Котайд мак Катайл (Donn Cothaid) (УФ).
- 773 — 777 Флатри мак Домнайлл (Flaithri), сын Домналла (умер в 779).
- 777 — 782 Артгал мак Катайл (Artgal), сын Катала (умер в 791).
- 782 — 786 Типрайте мак Тайдг (Tipraite).
- 786 — 792 Кинаэд мак Артгайл (Cináed).
- 792 — 796 Колла мак Форгуссо (Colla).
- 792/796 — 815 Муиргиус мак Томмалтайг, сын Томмалтаха (Muirgius).
- упоминается в 818 Маэл Котайд мак Фогартайг (Máel II Cothaid).
- до 833 Диармайт мак Томмалтайг (Diarmait).
- 833 — 839 Катал мак Муиргиусса (Cathal II).
- 839 — 840 Мурхад мак Аэдо (Murchad)
- 840 — 843 Фергус мак Фотайд (Fergus II).
- 843 — 848 Финснехта мак Томмалтайг (Finsnechtae).
- 848 — 882 Конхобар мак Тайдг Мор (Conchobar I).
  - до 872 Мугрон мак Маэл Котайд (Mugrón), сын Маэл Котайда, сокороль Коннахта
- 882 — 888 Аэд мак Конхобайр (Aedh III), сын Конхобара.
- 888 — 900 Тадг мак Конхобайр (Tadg I), брат предыдущего.
- 900 — 925 Катал мак Конхобайр (Cathal III), брат предыдущего.
- 925 — 956 Тадг мак Катайл (Tadg II), сын предыдущего
- 956 — 966 Фергал мак Айрт Уа Руайрк (Fergal ua Ruairc, Fergal II), король Коннахта, король Брейфне.

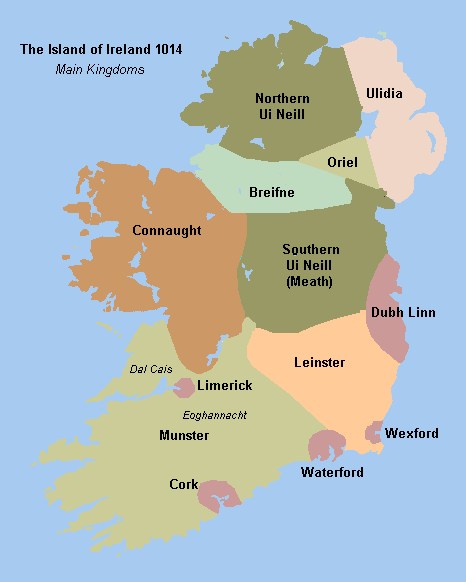
Ирландия в 1014 году

- 967 — 973 Конхобар мак Тайдг, сын Тадга (Conchobar II)
- 973 Катал, сын Тадга (Cathal IV)
- 973 — ок. 1010 Катал, сын Конхобара (Cathal V).
- ок. 1010—1030 Тадг Ин Эйх Гил, сын предыдущего (Tadg III in Eich Gil).
- ок. 1030—1046 Арт Уаллах мак Айдо(Art Uallach Ua Ruairch), король Коннахта, король Брейфне.
- — 1034 Дуб мак Дуибне (Dub Daingen)
- 1046 — 1067 Аэд Ин Гаи Бернах (Aedh IV in Gai Bernaig), сын Тадга.

### Региональные короли Коннахта
- - 991/992 Руадри (Ruaidri) сын Коскраха (Coscrach), король Южного Коннахта
- ок. 1037—1043 Катал (Cathal) сын Руадри, король Западного Коннахта
- — 1051 Амалгайд, сын Катала, король Западного Коннахта
- — 1059 Тигернан (Cathal mac Tigernán), король Западного Коннахта
- — 1061 Руадри (Ruaidri Ua Flaithbertaig), король Западного Коннахта
- — 1079 Аэд (Aed Húa Flaithbertaig), король Западного Коннахта

- — 1039 Доннхад (Donnchad), сын Аэды Ин Гаи Бернаха («Сломанное Копьё»). Король Восточного Коннахта
- — 1047 Ниалл (Niall Ua Ruairc), король Восточного Коннахта
- — 1084 Доннхад (Donnchad), король Восточного Коннахта

## Короли XI—XIII веков
- 1067 — 1087 Аэд (Aed Húa Ruairc, Aedh V), сын сын Аэды Ин Гаи Бернаха
- 1087 — 1092 Руадри На Сайде Буиде (Ruaidri na Saide Buide), сын Аэда Ин Гая Бернаха (умер в 1118).
- 1092 — 1098 Флайтбертах Уа Флайтбертайг (Flaithbertach Ua Flaithbertaig)
- 1092 — 1097 Тадг (Tadg IV), сын Руадри сокороль.
- 1097 — 1102 Домналл мак Тигернайн(Domnall, Donal III), король Брейфне.
- 1102 — 1106 Домналл (Donal IV), сын Руадри (умер в 1118).
- 1106 — 1156 Тойрдельбах (Турлох) (Turlough I), сын Руадри (1088—1156) верховный король Ирландии 1120—1156, король Коннахта 1106—1156.
- 1156 — 1183 Руайдри Уа Конхобайр (Родерик О’Коннор) (Ruaidhri Ua Concobair), (умер 1189) сын предыдущего. Верховный король Ирландии 1166 — 83, король Коннахта 1156—1183.

- 1183 — 1189 Конхобар Менмайге (Conchobur Maenmaighe), сын Руадри
- 1189 — 1224 Катал Кробдерг мак Тойрдельбайг (Cathal VI Crobderg), племянник предыдущего.
- 1189 — 1202 Катал Каррах (Cathal Carrach), сын Конхобара Менмайге соправитель